# Stiftung Historische Museen Hamburg

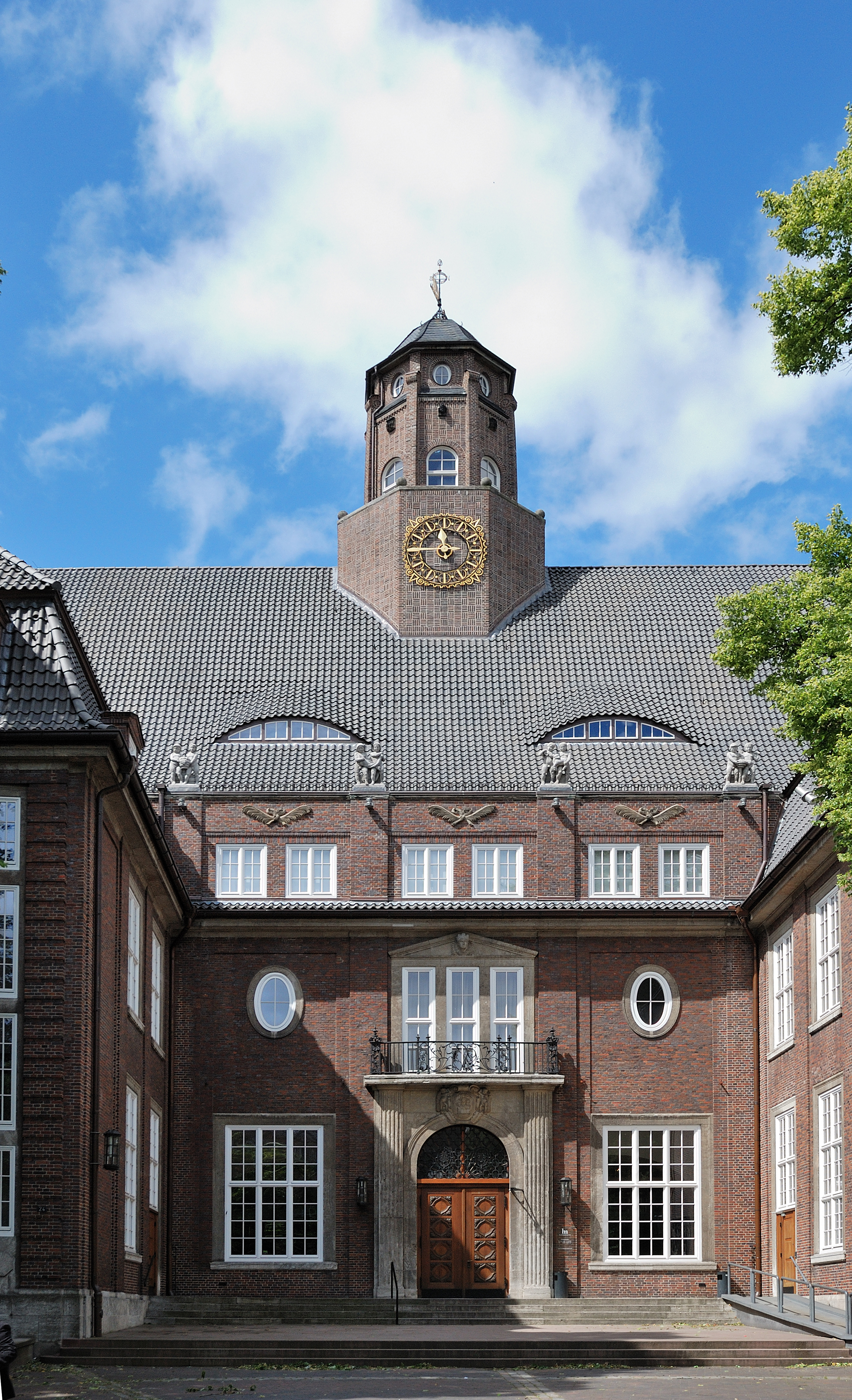
Museum für Hamburgische Geschichte, eines der Museen der Stiftung

Die Stiftung Historische Museen Hamburg (SHMH) ist eine Stiftung des öffentlichen Rechts in Hamburg. Sie wurde am 1. Januar 2008 gegründet und ist Trägerin der historischen Museen der Freien und Hansestadt. Die Stiftung steht unter Aufsicht der Kulturbehörde, deren jeweiliger Präses auch den Vorsitz im Stiftungsrat führt.

## Geschichte
Ende 1998 verabschiedete die Hamburgische Bürgerschaft das Hamburgische Museumsstiftungsgesetz, mit dem die zuvor in unmittelbarer staatlicher Trägerschaft befindlichen Museen zum 1. Januar 1999 in eigenständige Stiftungen öffentlichen Rechts überführt wurden.
2006 legte eine von der damaligen Kultursenatorin Karin von Welck berufene Expertenkommission einen 25-Punkte-Plan zur Zukunft der Museen vor. Darin empfahl sie unter anderem die Zusammenlegung von Altonaer Museum, Helms-Museum, Museum für Hamburgische Geschichte und Museum der Arbeit zu einer Stiftung, um eine bessere wirtschaftliche und konzeptionelle Steuerung der vier Häuser zu ermöglichen. Der Senat brachte daraufhin im Mai 2007 ein Gesetz zur Änderung des Museumsstiftungsgesetzes ein, dem die Bürgerschaft im Dezember 2007 zustimmte. Somit wurde zum 1. Januar 2008 die Stiftung Historische Museen gegründet.
Um die weiter bestehende Unterfinanzierung der Stiftung zu kompensieren, beschloss der damalige CDU-Senat im Jahre 2010 die Schließung des Altonaer Museums zum Jahresende. Nach massiven öffentlichen Protesten wurde die Schließung abgewendet und die Direktorin des Museums der Arbeit, Kirsten Baumann, die zugleich den Vorsitz der SHMH übernahm, mit der Ausarbeitung eines Konzepts zur Weiterentwicklung der Stiftung beauftragt.
Am 26. September 2011 erklärte Baumann ihren Rücktritt als Stiftungsvorsitzende zum 31. Dezember 2011. Anlass war ein zuvor von der SPD-Bürgerschaftsfraktion eingebrachter Antrag auf weitreichende Veränderungen der Stiftung, den Baumann in seiner Zielrichtung für falsch hielt.
Im Oktober 2012 verkündete Kultursenatorin Barbara Kisseler, dass das Helms-Museum, das Bergedorfer Museum sowie das Rieckhaus wieder aus der SHMH ausgegliedert und in andere Rechtsformen überführt werden sollen. Ziel der Reform sei eine größere Eigenständigkeit sowie eine Stärkung der verbleibenden Häuser. Von 2014 bis 2019 leitete Börries von Notz als Alleinvorstand die Stiftung; sein Nachfolger ist seit dem 1. Juli 2019 Hans-Jörg Czech, zuvor Direktor des Museums für Hamburgische Geschichte. 
Die Stiftung ist mit der inhaltlichen Begleitung des Aufbaus des Deutschen Hafenmuseums beauftragt, das zwischen 2023 und 2025 im Hamburger Hafen eröffnet werden soll.

## Zugehörige Einrichtungen
- Altonaer Museum für Kunst und Kulturgeschichte mit den Außenstellen:

- Heine-Haus
- Jenisch-Haus

- Museum für Hamburgische Geschichte mit den Außenstellen:

- Kramer-Witwen-Wohnung
- Millerntorwache

- Museum der Arbeit mit der Außenstelle:

- Speicherstadtmuseum

- Deutsches Hafenmuseum im Aufbau mit den Standorten:
  - 50er Schuppen/Bremer Kai (bis 2021 Hafenmuseum Hamburg)
  - Neubau Grasbrook (ab 2023)
- Museumsdienst Hamburg